# سسیتوزومب گوویتیکان
سَـسیتوزومَـب گوویتیکان (به انگلیسی: Sacituzumab govitecan) پادتنی تک‌تیره است که پروتئین تروپ-۲ را هدف قرار می‌دهد و یک ترکیب دارویی مهارکننده توپوایزومراز محسوب می‌شود. این دارو برای درمان سرطان پستان سه‌گانه-منفی (TNBC) در شرایطی به کار می‌رود که سرطان به نقاط دیگر بدن گسترش یافته باشد (متاستاز) و پیش‌تر دست‌کم دو شیمی‌درمانی انجام شده باشد.
مهمترین عوارض جانبی این دارو، تهوع، نوتروپنی، خستگی، اسهال، کم‌خونی، استفراغ، ریزش مو، یبوست، بی‌اشتهایی، راش پوستی و درد شکمی است. در جعبهٔ بسته‌بندی این دارو هشداری دربارهٔ احتمال وقوع نوتروپنی شدید (کاهش سطح گلبول‌های سفید خون) و اسهال شدید وجود دارد. این دارو ممکن است به جنینِ در حال رشد یا نوزاد آسیب بزند.
سازمان غذا و داروی آمریکا این دارو را، نخستین دارو در نوع خود توصیف کرد و در آوریل ۲۰۲۰ میلادی آنرا تأیید کرد.

## نحوهٔ عملکرد
این دارو ترکیبی از پادتن ضد تروپ-۲ با مادهٔ شیمیایی اس‌ان-۳۸ است که همان متابولیت فعالِ داروی ایرینوتکان است. هر پادتن به‌طور میانگین به ۷٫۶ مولکول اس‌ان-۳۸ متصل است. مادهٔ اس‌ان-۳۸ سمی است و نمی‌توان آنرا به‌طور مستقیم به انسان تجویز کرد، اما وقتی به پادتن متصل می‌شود، تنها پروتئین تروپ-۲ را هدف قرار می‌دهد. گیرنده‌های تروپ-۲ به رشد، تقسیم و گسترش سلول‌های سرطانی کمک می‌کنند. سَـسیتوزومَـب، گیرندهٔ تروپ-۲ را غیرفعال می‌کند و چون مهارکننده توپوایزومراز هم هست، برای سلول‌های سرطانی سمی است. در حدود ۲ مورد از هر ۱۰ مورد سرطان پستانی که در سرتاسر دنیا تشخیص داده می‌شود، از نوعِ سه‌گانه-منفی است که فاقد گیرنده استروژن (ER)، گیرنده پروژسترون (PR) و HER2/neu است و به‌همین دلیل قابل درمان با داروهای هورمونی و داروهای هدف‌گیرندهٔ HER2/neu نیست.